# 新城流香
新城 流香（しんじょう るか、1989年1月29日 - ）は、日本のAV女優。

## 略歴・人物
2010年にデビューしたロリ系のAV女優である。

## 出演作品

### アダルトビデオ
2010年
- 初めての中出し高額バイト 01（3月18日、SODクリエイト）
- 日本一の素人エロ娘リレー（4月1日、ラストラス）他出演:りせ、みそら、みき、すず、あづみ、みく、はる
- メガネをとったら学園中がボッキした! 地味だけど実はカワイイ卓球部のマネージャー（4月6日、SODクリエイト）
- Can College 61（4月10日、プレステージ）